# خير أباد (مقاطعة فسا)
خير أباد (بالإنجليزية: Mazraeh-ye Kheyrabad)‏ هي human-geographic territorial entity تقع في فارس في إيران.